# Odostomia engbergi
Odostomia engbergi är en snäckart som beskrevs av Bartsch 1920. Odostomia engbergi ingår i släktet Odostomia och familjen Pyramidellidae. Inga underarter finns listade i Catalogue of Life.